# Miguel Passi
Miguel Ángel Passi (data de nascimento de morte desconhecidos) foi um ciclista olímpico argentino. Passi representou sua nação nos Jogos Olímpicos de Verão de 1948, em Londres.